# Нестеренко, Алексей Иосифович
Алексей Иосифович Нестеренко — советский хозяйственный и политический деятель.

## Биография
Родился в 1923 году в селе Новотроицкое. Член КПСС.
Окончил ДХТИ.
С 1947 года — на хозяйственной, общественной и политической работе.
В 1947—1956 гг. — начальник отдела технического контроля, начальник основного производства, главный технолог завода № 2, секретарь партбюро цеха № 1, заместитель секретаря парткома, заведующий промышленно-транспортным отделом Кемеровского горкома КПСС, начальник цеха и редактор многотиражной газеты «За азот» Кемеровского азотно-тукового завода.
В 1956—1960 гг. — директор химико-механического техникума и по совместительству заведующий филиалов Казанского химико-технологического института.
В 1960—1963 гг. — первый секретарь Заводского райкома КПСС города Кемерово.
В 1963—1966 гг. — первый секретарь Кемеровского горкома КПСС.
В 1966—1977 гг. — директор Кемеровского азотно-тукового завода, генеральный директор ПО «Кемеровоазот».
В 1977—1983 гг. — генеральный директор ПО «Навоиазот».
Умер в 1990 году в Кемерове.